# Weidnerius benderi
Weidnerius benderi är en insektsart som beskrevs av Schmidt, G.H. 1998. Weidnerius benderi ingår i släktet Weidnerius och familjen vårtbitare. Inga underarter finns listade i Catalogue of Life.